# Ateliers Louis Vuitton de Saint-Pourçain-sur-Sioule
Les Ateliers Louis Vuitton sont un établissement industriel de la maison de maroquinerie de luxe Louis Vuitton (marque du groupe LVMH) installé à Saint-Pourçain-sur-Sioule (Allier) depuis 1990.

## Histoire

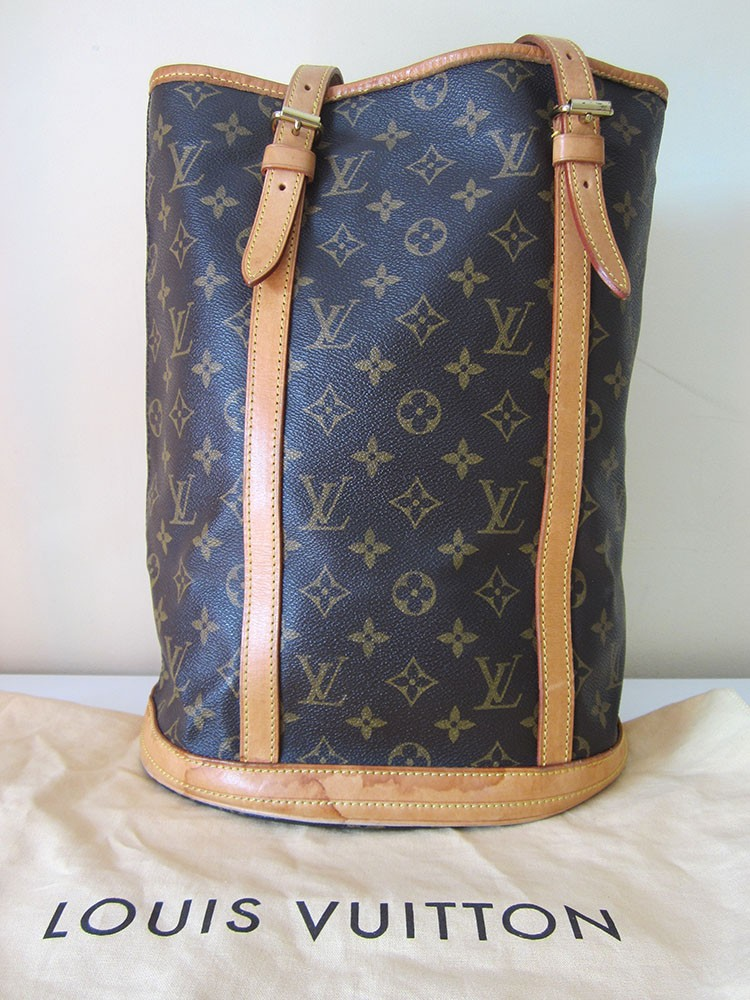
Sac Vuitton, avec le monogramme de la marque

En 1990, le groupe LVMH, dont Bernard Arnault vient de prendre le contrôle, décide d'implanter une usine à Saint-Pourçain-sur-Sioule, où il peut disposer d'une main d'œuvre qualifiée dans le travail du cuir, rendue disponible par la fermeture de l'usine de fabrication de chaussures Bally.
La première unité de production ouvre en 1991, une deuxième en 1995.

## Description
Les Ateliers Louis Vuitton de Saint-Pourçain emploient 650 personnes (dont 70 % de femmes) dans trois unités de production. On y fabrique les célèbres sacs et bagages de la marque, ainsi que de nombreux articles de petite maroquinerie.
L'entreprise est le principal employeur de Saint-Pourçain-sur-Sioule. Elle est installée dans la Zone d'activités des Jalfrettes, à gauche de la route de Saint-Pourçain à Varennes-sur-Allier. Le site comporte un centre de formation pour les salariés de la maison Vuitton de toute la France.
Le site de Saint-Pourçain est le principal centre de fabrication de Vuitton.
L'entreprise fournit aussi du travail en sous-traitance ou en partenariat à des PME de la région, comme SOFAMA à Espinasse-Vozelle, près de Vichy.